# Josiah McElheny
Josiah McElheny (* 1966 in Boston, Massachusetts) ist ein US-amerikanischer Künstler und Bildhauer, der vor allem für seine Assemblagen aus Glas und verspiegelten Objekten bekannt ist. Er lebt und arbeitet in Brooklyn, New York.

## Leben
Josiah McElheny erhielt seinen Bachelor of Fine Arts (BFA) von der Rhode Island School of Design. Anschließend lernte er bei mehreren renommierten Glasbläsermeistern, darunter Ronald Wilkins, Jan-Erik Ritzman, Sven-Åke Carlsson und Lino Tagliapietra. Seine künstlerische Praxis basiert auf der Herstellung handgefertigter Glaskunstwerke, die häufig mit Fotografien, Texten und musealen Präsentationsformen kombiniert werden. Thematisch beschäftigt sich McElheny mit Fragen von Bedeutung und Erinnerung. Glas als Objekt, Idee und soziales Phänomen steht im Mittelpunkt seiner Arbeit. In seinen Arbeiten rekonstruiert McElheny beispielsweise Glasobjekte aus Gemälden der Renaissance oder interpretiert nicht mehr existierende Glasgefäße auf der Basis dokumentarischer Fotografien neu. Auch das Alltagsleben antiker Kulturen wird durch die künstlerische Auseinandersetzung mit deren gläsernen Haushaltsgegenständen thematisiert.
Beeinflusst von den Texten des argentinischen Schriftstellers Jorge Luis Borges, nimmt McElhenys Werk oft die Form einer „historischen Fiktion“ an. Ein weiterer Aspekt seines künstlerischen Interesses ist die mündliche Überlieferung in der Glasmacherkunst, die traditionell von Generation zu Generation weitergegeben wird. In der Werkserie Total Reflective Abstraction (2003–2004) beschäftigt sich McElheny mit der Idee der Reflexion. Die spiegelnden Skulpturen fungieren als Metaphern für intellektuelle Reflexion und greifen gestalterisch auf Modelle modernistischer Ideale zurück. Diese vollständig reflektierenden Environments thematisieren sowohl den ästhetischen Reiz als auch die problematischen Aspekte utopischer Bestrebungen.
Josiah McElheny erhielt 1995 den Louis Comfort Tiffany Foundation Award und wurde in die 15th Rakow Commission des Corning Museum of Glass berufen. Einzelausstellungen seiner Werke fanden unter anderem in der Henry Art Gallery (Seattle), im Isabella Stewart Gardner Museum (Boston), im Yerba Buena Center for the Arts (San Francisco) und im Centro Galego de Arte Contemporánea (Santiago de Compostela) statt. Im Jahr 2000 nahm er auch an der SITE Santa Fe und der Whitney Biennale teil.

## Werk
Josiah McElheny kombiniert häufig Glas oder Spiegel mit anderen Materialien, um die Bedeutung des Sehens als eigenständiges Thema hervorzuheben. Charakteristisch für sein Werk sind handgefertigte Glasobjekte, die er mit Fotografien, Texten und musealen Präsentationen kombiniert, um Konzepte von Bedeutung und Erinnerung zu evozieren. Ein bekanntes Werk von Josiah McElheny ist Blue Prism Painting I aus dem Jahr 2014, eine Skulptur aus blauem Glas, Spiegeln, Eichenholz und Sperrholz.